# Józefowo (Powiat Suwalski)
Józefowo (litauisch Juzefovas) ist ein Dorf in Polen, in der Woiwodschaft Podlachien, im Powiat (Landkreis) Suwałki, in der Landgemeinde Raczki.
Das Dorf war in den Jahren 1975 bis 1998 der Woiwodschaft Suwałki zugeordnet.
Am 4. Juli 1957 wurde in Józefowo der polnische Politiker und Sejm-Abgeordnete Krzysztof Putra geboren.